# Isovaleronitril
Isovaleronitril ist ein aliphatisches Nitril. Es leitet sich von der Isovaleriansäure bzw. dem Isovaleraldehyd ab.

## Vorkommen

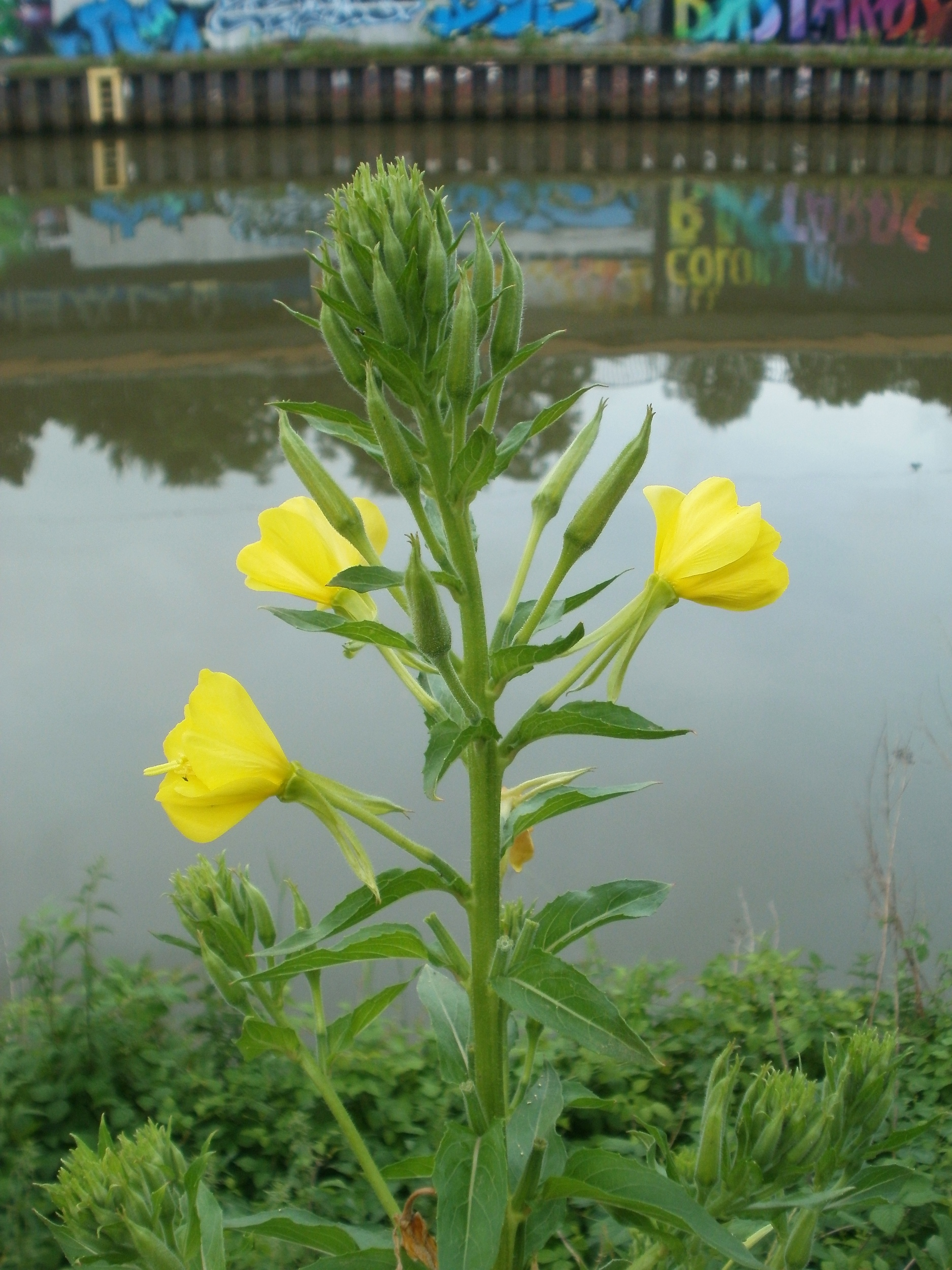
Gemeine Nachtkerze

Isovaleronitril kommt beispielsweise in Tomaten und in Detarium senegalense vor. Es ist außerdem ein Intermediat in der Biosynthese von Butanoncyanhydrin und dem davon abgeleiteten cyanogenen Glycosid Lotaustralin.
Es ist ein Allomon der Gemeinen Nachtkerze. Die Pflanze wird oft von dem Käfer Altica oleracea befallen. In diesem Fall sondert sie verschiedene flüchtige Verbindungen ab, darunter Isovaleronitril. Dieses wiederum lockt Blaugrüne Baumwanzen an, zu deren Beute auch die Käfer gehören.
Isovaleronitril kommt außerdem in kleinen Mengen in Bioethanol aus Zuckerrüben vor, was zur Unterscheidung von Ethanol aus Getreide verwendet werden kann.

## Herstellung
Isovaleronitril kann durch Umsetzung von Isoamylalkohol mit Ammoniak hergestellt werden, wobei Zinkoxid als Katalysator dient. Auch die Reaktion von Isobutylen mit Ammoniak und einem Nickeloxid-Katalysator ist möglich.

## Biologische Wirkung
Bestimmte Mikroorganismen können Nitrile als Kohlenstoff- oder Stickstoffquelle nutzen, indem sie diese enzymatisch entweder in ein Amid umwandeln oder in eine Carbonsäure und Ammoniak. Isovaleronitril wirkt als Promoter durch den bestimmte Arten, z. B. Rhodococcus rhodocrous zur Bildung solcher Enzyme angeregt werden. Unter passenden Bedingungen (inklusive Zusatz kleiner Mengen Isovaleronitril zum Kulturmedium) können solche Enzyme einen erheblichen Teil der gebildeten löslichen Proteine ausmachen.

## Toxikologie
Isovaleronitril wird teilweise zu Cyanid metabolisiert. Der orale LD50-Wert bei Mäusen wurde zu 2,797 mmol/kg (entspricht ca. 233 mg/kg) bestimmt.

## Verwandte Verbindungen

Eine mögliche Alkoholkomponente der Cyanolipide

Isovaleronitril ist die Grundstruktur der Alkoholkomponenten der Cyanolipide, die in Seifenbaumgewächsen vorkommen.